# IC 1692
IC 1692 — галактика типу E (еліптична галактика) у сузір'ї Риби.
Цей об'єкт міститься в оригінальній редакції індексного каталогу.